# Parotoplanella progermaria
Parotoplanella progermaria är en plattmaskart som beskrevs av Ax 1955. Parotoplanella progermaria ingår i släktet Parotoplanella och familjen Otoplanidae. Inga underarter finns listade i Catalogue of Life.